# قسطنطين برانكوفينو
قسطنطين برانكوفينو (1654 - 1714) (اللفظ باللغة الرومانية:‎[konstanˈtin brɨŋkoˈve̯anu]‏  1654- 15 آب 1714)، كان أمير والاشيا بين عامي 1688 و 1714.

## السيرة الذاتية

### اعتلاء العرش
ينحدر قسطنطين برانكوفينو من عائلة كرايوفيشتي الأرستقراطية، وقد ورث عن طريق جده (بريدا) قسماً هاماً من إرث ماتي باساراب. ولد قسطنطين برانكوفينو في مقاطعة برانكوفيني وتربى في منزل خاله ستولنيك (قسطنطين كانتاكوزينو). اعتلى العرش بعد وفاة خاله، الأمير صربان كانتاكوزينو. وقد دُعم في البداية من قبل أخواله قسطنطين وميهاي كانتاكوزينو، ولكن فيما بعد أبدى استقلالاً متزايداً عنهم خلال فترة حكمه. انعزل قسطنطين كانتاكوزينو في إحدى مقاطعاته، وبدأ يروج لترشح ابنه استيفان للعرش.

### السياسات
اتخذ الأمير خطواتٍ تفاوضية لإجراء أحلاف ضد العثمانيين، أولاً مع إمارة هابسبورغ، ولاحقاً مع بطرس العظيم قيصر روسيا (انظر الحرب الروسية التركية 1710-1711)، حيث أنه بعد التدخل الروسي في مولدافيا عام 1710، تواصل الأمير مع القيصر بطرس وقبل هدايا منه، في حين أن تنافسه مع الأمير المولدافي ديميتري كانتيمير (الحليف الإقليمي الرئيسي للروس)، قد منعه من القيام بخطوات أكثر حسماً.
بدلاً من ذلك، قام برانكوفينو بتجميع القوات من والاش في أورلاتي، قرب الحدود المولدافية، بانتظار القوات الروسية لتقتحم بلاده، حتى يقدم خدماته للقيصر، وفي نفس الوقت، كان يقوم بالتحضر للانضمام للرد العثماني المعاكس في حال انقلبت الظروف. حين فر العديد من النبلاء الخاضعين للأمير برانكوفينو إلى المخيم الروسي، وجد الأمير نفسه مجبراً للانحياز إلى العثمانيين أو المخاطرة بأن يصبح عدواً لحاكمه العثمانية، وقام بعدها على الفور بإعادة الهبات التي استلمها من الروس.

### الاعتقال والإعدام
تمت الشكوى من هذه السياسات إلى الباب العالي. وبعدها قام السلطان أحمد الثالث بخلع برانكوفينو من عرشه واعتقاله في إسطنبول، حيث تم سجنه في عام 1714 في قلعة (يديكوله).
هنالك تم تعذيبه من قبل العثمانيين، الذين أملوا في تحديد مكان ثرواته الهائلة التي كان من المفترض أنه جمعها. تم قطع رأسه مع أبنائه الأربعة في نفس اليوم في آب، وكذلك تم قطع رأس صديقه المخلص وأمين صندوقه إيناشيه فاكاريسكو.
وفقاً لأمين السر الخاص به، أنطون ماريا ديل تشايرو، فقد تم حمل رؤوسهم على الرماح في شوارع إسطنبول، في مشهد أثار اضطراباً كبيراً في المدينة. وخوفاً من حدوث تمردٍ، حتى من قبل المسلمين في المدينة الذين غضبوا للظلم الذي وقع على الأمير وأولاده الأربعة وصديقه المقرب، أمر السلطان أحمد الثالث بأن تُرمى جثثهم في البوسفور. بعدها قام صيادون مسيحيون بأخذ الجثث من المياه، والقيام بدفنهم في دير هالشي في منطقة قريبة من المدينة.

### الموت وإعلان القداسة في الكنيسة الأرثوذكسية الشرقية
تم تدوين ظروف وحقائق مقتل الأمير قسطنطين برانكوفينو في التاريخ، وتم الاعتراف بقداسته في كل الكنائس الأرثوذكسية الشرقية.
في يوم عيد رقاد السيدة العذراء، 15 آب /أغسطس 1714، حين كان قسطنطين برانكوفينو يحتفل أيضاً بعيد ميلاده الستين، تم إحضار برانكوفينو وأولاده الأربعة وصديقه المخلص إيناتشِيه فاكاريسكو ليمثلوا أمام السلطان العثماني أحمد الثالث. كان ممثلوا البعثات الدبلوماسية عن النمسا، روسيا، فرنسا وإنكلترا حاضرين أيضاً. بعد أن تم الاستيلاء على كامل ثروته، طُلب منه مقابل حياته وحياة عائلته أن ينكر إيمانه المسيحي الأرثوذكسي. ينقل عنه أنه قال: «ها قد خسرت كل ثروتي وكل ما أملك! دعونا لا نخسر أرواحنا! كونوا رجالاً أقوياء يا أحبتي! تجاهلوا الموت. انظروا كم تحمل المسيح مخلصنا من أجلنا، وكم كانت وفاته بشعة. آمنوا بذلك بشدة ولا تتحركوا، ولا تتخلوا عن إيمانكم من أجل هذه الحياة وهذا العالم». بعد ذلك، تم قطع رؤوس كل من أبنائه الأربعة، قسطنطين، استيفان، رادو وماتِهْ، والمستشار إيناتشِيه فاكاريسكو أمام أعين أبيهم.

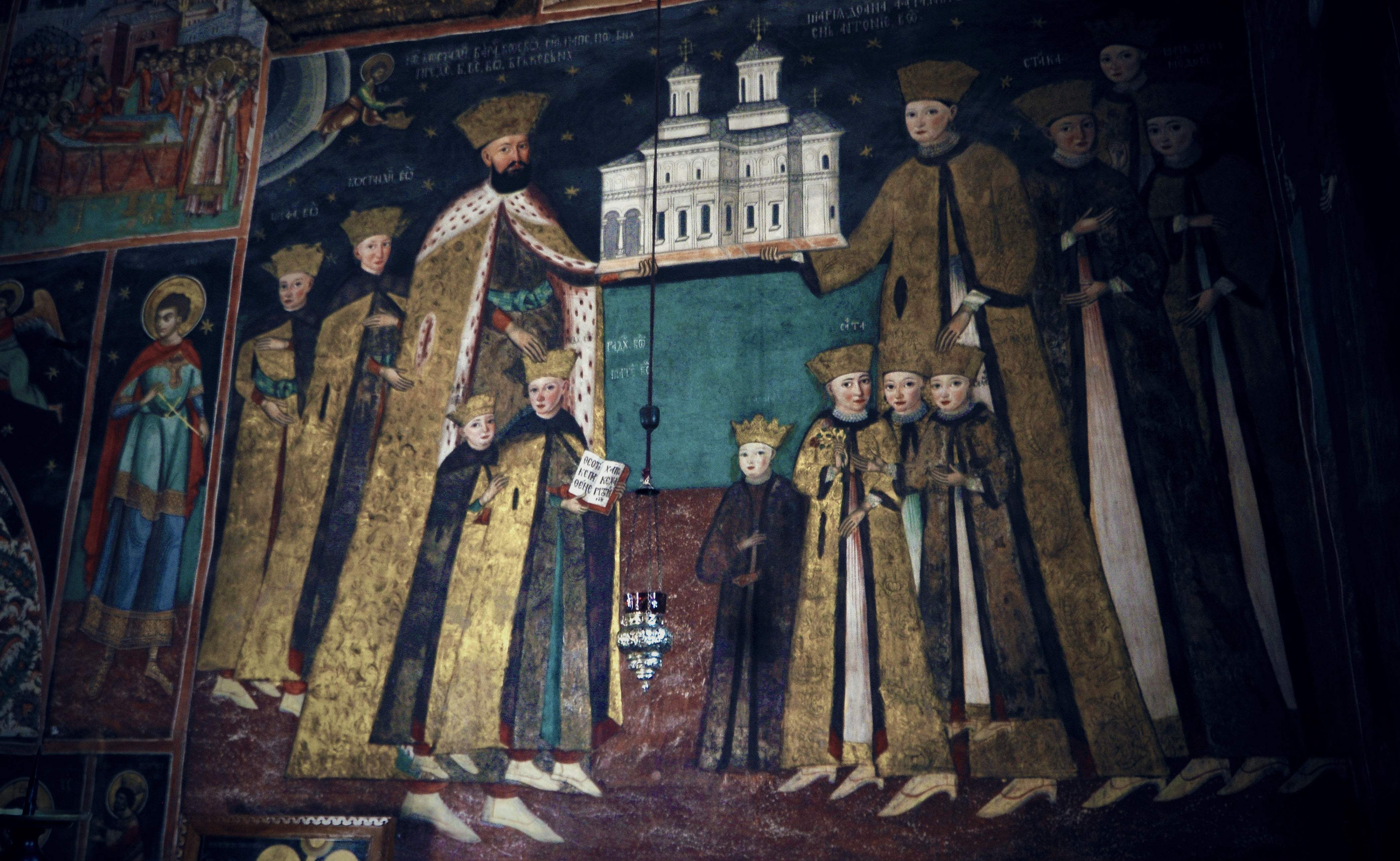
قسطنطين برانكوفينو والعائلة، جدارية من العام 1709 في دير هوريزي

يذكر التاريخ أيضاً أن ابنه الأصغر، ماتِهْ (12 عاماً) كان مرعوباً جداً بعد رؤية حمام الدم هذا ورؤوس إخوته الثلاثة، وبدأ يبكي ويطلب من والده أن ينكر مسيحيته ويتحول إلى الإسلام. في تلك اللحظة، قال له قسطنطين برانكوفينو: «لا أحد منا فقد إيمانه. من الأفضل الموت ألف مرة على أن تتخلى عن إيمانك القديم فقط من أجل أن تحيا بضع سنوات أخرى على الأرض». أطاع ماتِهْ والده وقدّم رأسه. بعد أن تم قطع رأس برانكوفينو نفسه، تم وضع رؤوسهم جميعاً على الرماح وعرضها في موكب سار في مدينة إسطنبول. تم ترك أجسادهم عند البوابة وبعدها تم رميها في مياه البوسفور.

### المساهمة الثقافية
كان قسطنطين برانكوفينو راعياً عظيماً للثقافة، حيث أن إنجازاته تصنف كجزء من التراث الثقافي الروماني والعالمي. تمت
خلال فترة حكمه طباعة العديد من الكتب باللغات الرومانية، اليونانية، البلغارية، العربية، التركية والجورجية، وذلك بعد أن قام
بتأسيس مطبعة في بوخارست، وقد كانت مؤسسة كان يشرف عليها أنثيم الإيبيري. في عام 1694، قام بتأسيس أكاديمية بوخارست الملكية.
في كل من المباني الدينية والمدنية التي شيدها، قام برانكوفينو بالدمج بشكل متجانس في العمارة بين اللوحات الجدارية ونحت التماثيل، التقاليد المحلية، النمط البيزنطي الحديث والأفكار الإبداعية للنهضة الإيطالية، مما أدى لظهور النمط البرانكوفيني. من أكثر الأمثلة اكتمالاً ومما تم الحفاظ عليه بشكل جيد من العمارة المبنية على الطراز البرانكوفيني، هو دير (هوريزي)، والذي تم وضعه من قبل اليونيسكو على لائحة مواقع التراث العالمية، وهو الدير الذي أراد برانكوفينو أن يُدفن فيه.
من الأبنية الأخرى التي بناها برانكوفينو هو مجمّع قصر موغوشوايا، قصر بوتلوغي، دير برانكوفينو. مثل هذه المشاريع الثقافية اعتمدت على زيادة في الضرائب، والتي كان يتم تقريرها أيضاً بحسب الضريبة السنوية المفروضة من قبل العثمانيين (وهذا ما زاد من تصميم برانكوفينو على اقتطاع والاشيا من الحكم التركي).

### الإرث الثقافي
ترك برانكوفينو للروحانية الرومانية العلمانية عدداً من الكتب الأساسية، والتي كانت قد طُبعت للمرة الأولى في والاشيا، ومن بين هذه الكتب، أخلاقيات أرسطو، زهرة الهدايا والأمثلة الفلسفية. تمت طباعة الكتابين الأخيرين من قبل (أنثيم الإيبيري). وُلِدَ الطابع الروماني الجديد من خلال طراز الأديرة، بالإضافة إلى بيوت وقصور برانكوفينو، وأصبحت، عن طريق إيون مينكو ومدرسته، الطابع القومي في فترة تأكيد الهويات الثقافية للأمم الأوروبية في مطلع القرن العشرين.
يوجد الطراز المعماري البرانكوفيني في كنائس الأديرة في هوريزي، رامنيكو سارات، دويسيستي، وكنيسة القديس جورج الجديدة في بوخارست. كما يمكن إيجاد الطراز المعماري البرانكوفيني في الأبنية المدنية في قصر موغوسوايا والمحكمة القديمة والتي أُعيد افتتاحها. تقع جامعة قسطنطين برانكوفينو في بيتيشتي، ولها فروع أيضاً في برايلا ورامنيكو فالسيا.
في حزيران/يونيو 1992، أقرّ المجمع المقدس للكنيسة الأرثوذكسية الرومانية تقديس قسطنطين برانكوفينو، مع أبنائه الأربعة: قسطنطين، رادو، استيفان وماتِهْ، والمستشار إيناتشِيه فاكاريسكو.
في 7 آذار/مارس 2018، أقرّ المجمع المقدس للكنيسة الأرثوذكسية الروسية إضافة هؤلاء القديسين إلى رزنامة الكنيسة الأرثوذكسية الروسية. في 16 آب/أغسطس 2020، احتفلت رومانيا للمرة الأولى بذكرى اضطهاد المسيحيين في العالم. بالرغم من أن قسطنطين برانكوفينو قد مات يوم 15 آب/أغسطس، فإن وفاته يتم استذكارها أيضاً لأنه رفض اعتناق الإسلام.